# 鹿鼎記〈新版〉
『鹿鼎記〈新版〉』（ろくていき、簡体字: 鹿鼎记、拼音: Lùdǐngjì）は、金庸の武俠小説『鹿鼎記』を原作とし、2008年に華誼兄弟影業投資公司と華夏視聴環球伝媒有限公司が制作・放映したテレビドラマ。全50話。

## 概要
『鹿鼎記』の映像化作品は、トニー・レオンとアンディ・ラウが主演した1984年版のテレビドラマや、チャウ・シンチー主演の映画『ロイヤル・トランプ』が有名だが、金庸ドラマを数多く手がけてきたジャン・ジージョン（張紀中）がドラマ化したのが本作。放送したほぼすべてのチャンネルで視聴率トップを記録している。
主人公の韋小宝は、他の金庸作品の主人公と異なり、女好きの俗物。そのため中国政府はそのまま放送することにクレームをつけたといわれている。その後、建寧公主との馴れ初めやソフィアとの馴れ初め、ゴリーツィンと神龍教の繋がり、条約後、康煕帝にロシア官僚を連れて交わした条約の献上、嫁7人との床入り、水浴びシーンなどがカットまたはバージョンを撮り直したものが放送された。
日本で放送、リリースされたものは、カットされたものである。ノーカット版は香港のTVB局版で確認出来る。台湾・香港では主題歌も変わる。

## キャスト
- 韋小宝：ホァン・シャオミン（黄暁明）
- 康熙帝：ウォレス・チョン（鍾漢良）
- 陳阿珂：チェリー・イン（應采兒）
- 建寧：スー・ツァン（舒暢）
- 双児：ハー・ジュオイェン（何琢言）
- 方怡：リウ・ツー（劉孜）
- 蘇荃：フー・カー（胡可）
- 沐剣屏：リウ・ユン（劉芸）
- 曾柔：リー・フェイエル（李菲兒）
- オーバイ：チョイ・ガムコン（徐錦江）
- 洪安通：ユエン・ユエン（袁苑）
- 玄貞道士：リウ・ナイイー（劉乃芸）
- 皇太后：ガオ・ユエン（高遠）
- 陳円円：ニン・ジン（寧静）
- 行痴：リー・チェンルー（李成儒）
- 馮錫範：ユー・チェンフイ（于承恵）
- 小小宝：ワン・チェンヤン（王成陽）
- 小康熙：シー・ライ（史磊）
- 索額図：タン・フェイリン（譚非翎）
- 韋春花：マー・リン（馬羚）
- 康親王：薛中鋭
- 茅十八：趙小鋭
- 海大富：ファー・ヅー（華子）
- 多隆：フー・ドン（胡東）
- 九難：ハー・ジァオイー（何佳怡）
- 鄭克塽：チャオ・ジェンユー（喬振宇）
- 劉一舟：TAE
- 呉応熊：ジョン・リャン（鍾亮）
- 呉三桂：ズー・メン（図門）
- 風際中：井崗山
- 銭老本：李明
- 李自成：チェン・チーフイ（陳之輝）
- 張康年：劉暁虎
- 趙良棟：桑偉林
- 徐天川：楊念生
- 施琅：任保成

## スタッフ
- 原作：金庸『鹿鼎記』
- プロデューサー：ジャン・ジージョン（張紀中）
- 総監督・撮影監督：ユー・ミン（于敏）
- 監督・アクション監督：チャオ・ジェン（趙箭）
- 脚本：ガオ・ダーヨン（高大勇）、ラン・シュエフォン（郎雪楓）、ホァン・ヨンホイ（黄永輝）、カン・フォン（康峰）、ガオ・ロンロン（高蓉蓉）
- 撮影：イエ・ツーウェイ（葉志偉）、ジャン・ジェンション（張建雄）
- 総美術：ソン・ホンロン（宋洪栄）
- 武術指導：スン・モンフェイ（孫夢飛）、ツァオ・ナン（曹楠）
- 編集：ジャン・ジン（張津）、ユー・ホイ（于輝）、リー・アイチン（李愛琴）
- オープニングテーマ：「怎麼忽然就成了這様」　作詞：喩紅／作曲：陳彤／編曲：陳彤／演唱：張芯
- エンディングテーマ：「回転」　作詞：喩紅／作曲：陳彤／編曲：陳彤／演唱：張江
- 挿入曲：「円円曲」　作詞：呉偉業／作曲：陳彤／編曲：陳彤／演唱：張芯
- 挿曲民歌：「抜根蘆柴花」　編曲：陳彤／演唱：劉暁雪

## 日本での放映
2009年2月からチャンネルNECOで放送

## 日本語版ソフト
2009年にDVDがMAXAMより発売予定